# Kelli Berglund

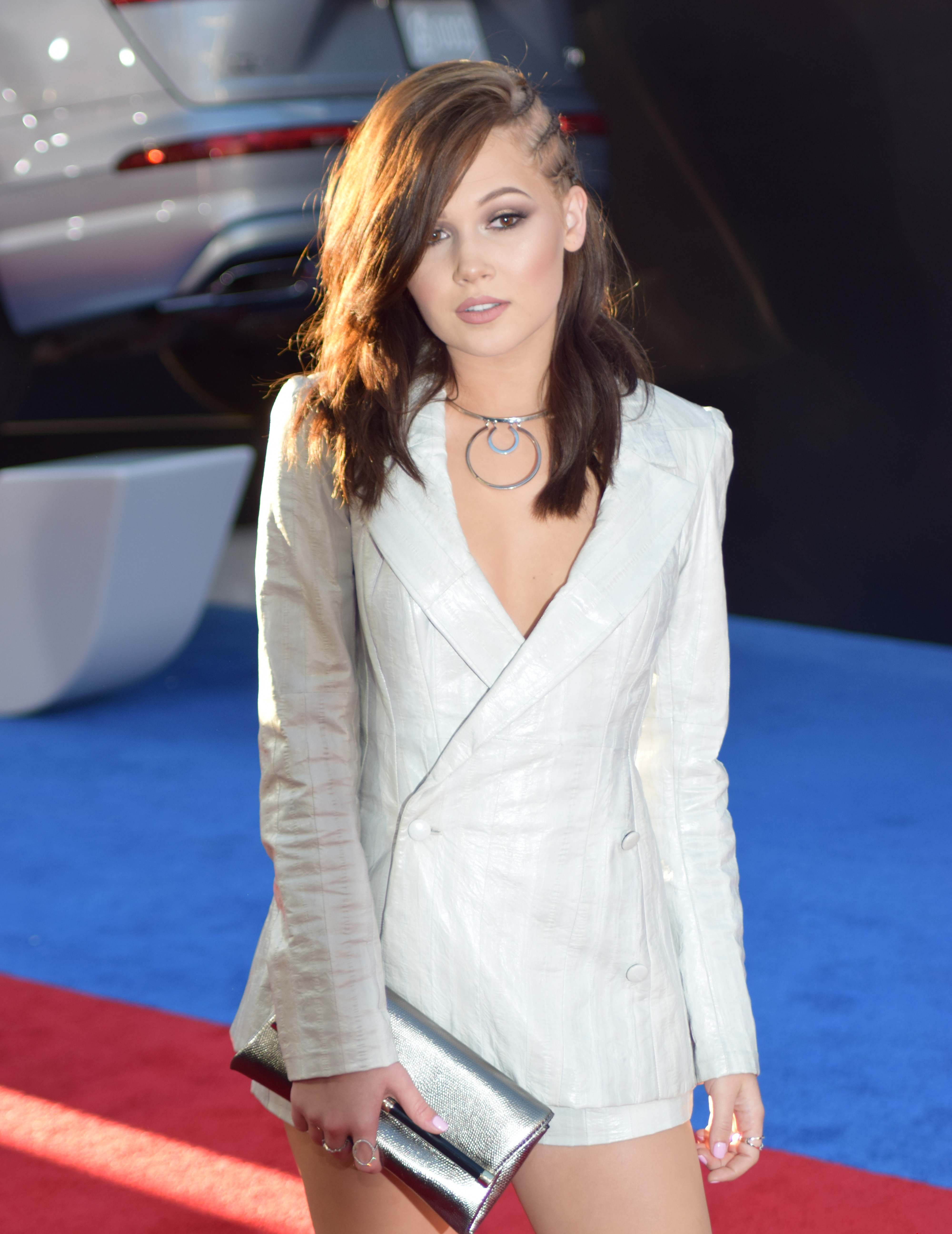
Kelli Berglund (2016)

Kelli Berglund (ur. 9 lutego 1996 w Moorpark w Kalifornii) – amerykańska aktorka i tancerka.
Wystąpiła m.in. w roli Bree Davenport w serialu Szczury laboratoryjne oraz Mae Hartley w filmie Lepszy model.

## Życiorys
Kelli Berglund urodziła się 9 lutego 1996 w Moorpark w stanie Kalifornia, jej rodzicami są Mark i Michelle Berglund. Ma młodszą siostrę, Kirrę. Kelli jest pochodzenia szwedzkiego, włoskiego, niemieckiego, angielskiego, szkockiego i irlandzkiego. 10 czerwca 2014 ukończyła naukę w liceum.

### Kariera
Berglund rozpoczęła karierę w młodym wieku, występując na małym ekranie o serialu telewizyjnym pod tytułem Hip Hop Harry. Pojawiła się również w amerykańskiej wersji Czy jesteś mądrzejszy od 5-klasisty? czy reality show o nazwie America’s Next Producer, a także w niezależnym filmie Bye Bye Benjamin. Jej występy w reklamach obejmują kampanie Old Navy, Hyundai, Bratz, McDonald’s oraz Mattel. Pojawiła się także w kampanii druku i modelowania dla Reeboka oraz Camarillo Academy of Performing Arts. Została uhonorowana wieloma nagrodami tanecznymi za liryczne kompozycje współczesnych układów tanecznych. Chociaż jest ona wszechstronną tancerką, jej ulubionym stylem tańca jest taniec nowoczesny (mieszanka jazzu i baletu).
Od 2012 roku gra ona główną rolę w serialu stacji Disney XD o nazwie Szczury laboratoryjne, gdzie wciela się w rolę Bree – bioniczną super-dziewczynę z umiejętnością błyskawicznego poruszania się.
W 2013 roku pojawiła się gościnnie w serialu Z kopyta, gdzie zagrała mistrzyni karate Sloane Jennings. W serialu jej postać śpiewa piosenkę „Had Me @ Hello” w duecie z Olivią Holt.
Na przełomie 2013 i 2014 roku rozpoczęła pracę nad filmem How to Build a Better Boy, gdzie wciela się w jedną z dwóch głównych bohaterek – Mae Hartley.
W 2016 roku pojawiła się w filmie One Night oraz Sięgając wysoko.

## Filmografia

### Filmy
| Rok  | Nazwa                          | Rola                 | Uwagi                    |
| ---- | ------------------------------ | -------------------- | ------------------------ |
| 2006 | Bye Bye Benjamin               | Birthday Party Guest |                          |
| 2014 | Lepszy model                   | Mae Hartley          | Główna rola film Disneya |
| 2015 | Lovin’ Brooklyn                | Angel                |                          |
| 2016 | Sięgając wysoko                | Kelly Johnson        |                          |
| 2016 | One Night                      | Kelly Johnson        |                          |
| 2018 | Going for Gold                 | Emma Wilson          |                          |
| 2019 | Duch z cmentarza               | Sally Sullivan       |                          |
| 2020 | Hubie ratuje Halloween         | Billie Eilish Girl   |                          |
| 2021 | Cherry: Niewinność utracona    | Madison              |                          |
| 2021 | Mark, Mary & Some Other People | Bunny                |                          |

### Seriale
| Rok       | Nazwa                                     | Rola              | Uwagi                                      |
| --------- | ----------------------------------------- | ----------------- | ------------------------------------------ |
| 2006–2007 | Hip Hop Harry                             | Kelli             | 5 odcinków                                 |
| 2012–2016 | Szczury laboratoryjne                     | Bree Davenport    | Główna bohaterka Disney XD Original Series |
| 2013      | Z kopyta                                  | Sloane Jennings   | odcinek „The New Girl”                     |
| 2015      | Oddział specjalny                         | Bree Davenport    | Lab Rats vs. Mighty Med                    |
| 2016      | Szczury laboratoryjne: Jednostka elitarna | Bree Davenport    | Główna rola Disney XD Original Series      |
| 2019      | Now Apocalypse                            | Carly Carlson     | 10 odc.                                    |
| 2019      | Fosse/Verdon                              | młoda Gwen Verdon | 1 odc.                                     |
| 2019      | Królestwo zwierząt                        | Olivia            | 5 odc.                                     |
| 2019–2020 | Goldbergowie                              | Ren               | 5 odc.                                     |
| 2021      | Heels                                     | Crystal           | gł. rola, 8 odc.                           |